# Akaki Chachua
Akaki Chachua (n. 16 septembrie 1969, Samtredia, Imeresia⁠(d), Georgia) este un luptător ce a reprezentat Georgia, medaliat olimpic. A participat la 2 ediții ale Jocurilor Olimpice (2000, 2004) în care a câștigat o medalie de bronz.